# Lifta

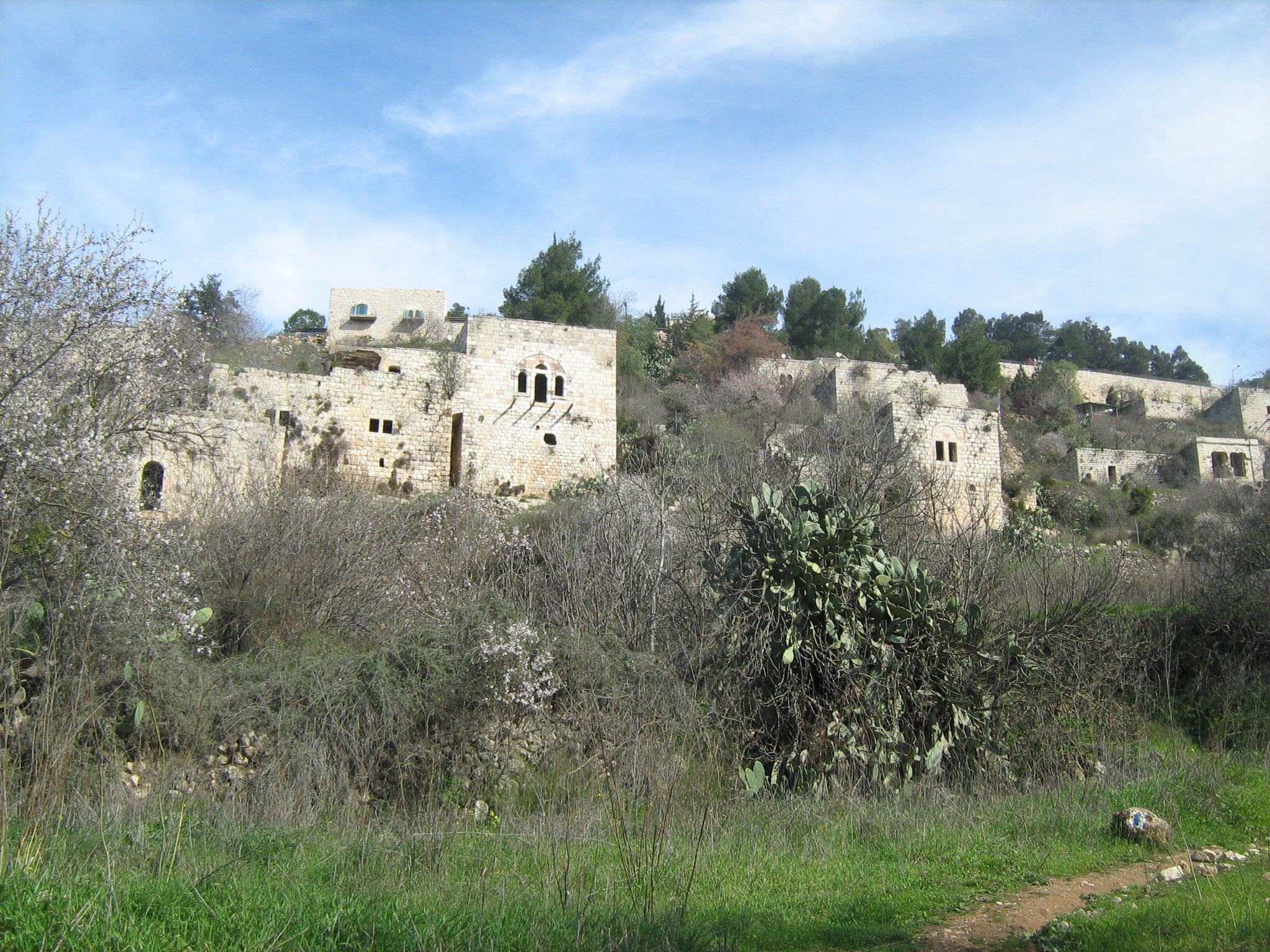
Zříceniny zástavby vesnice Lifta

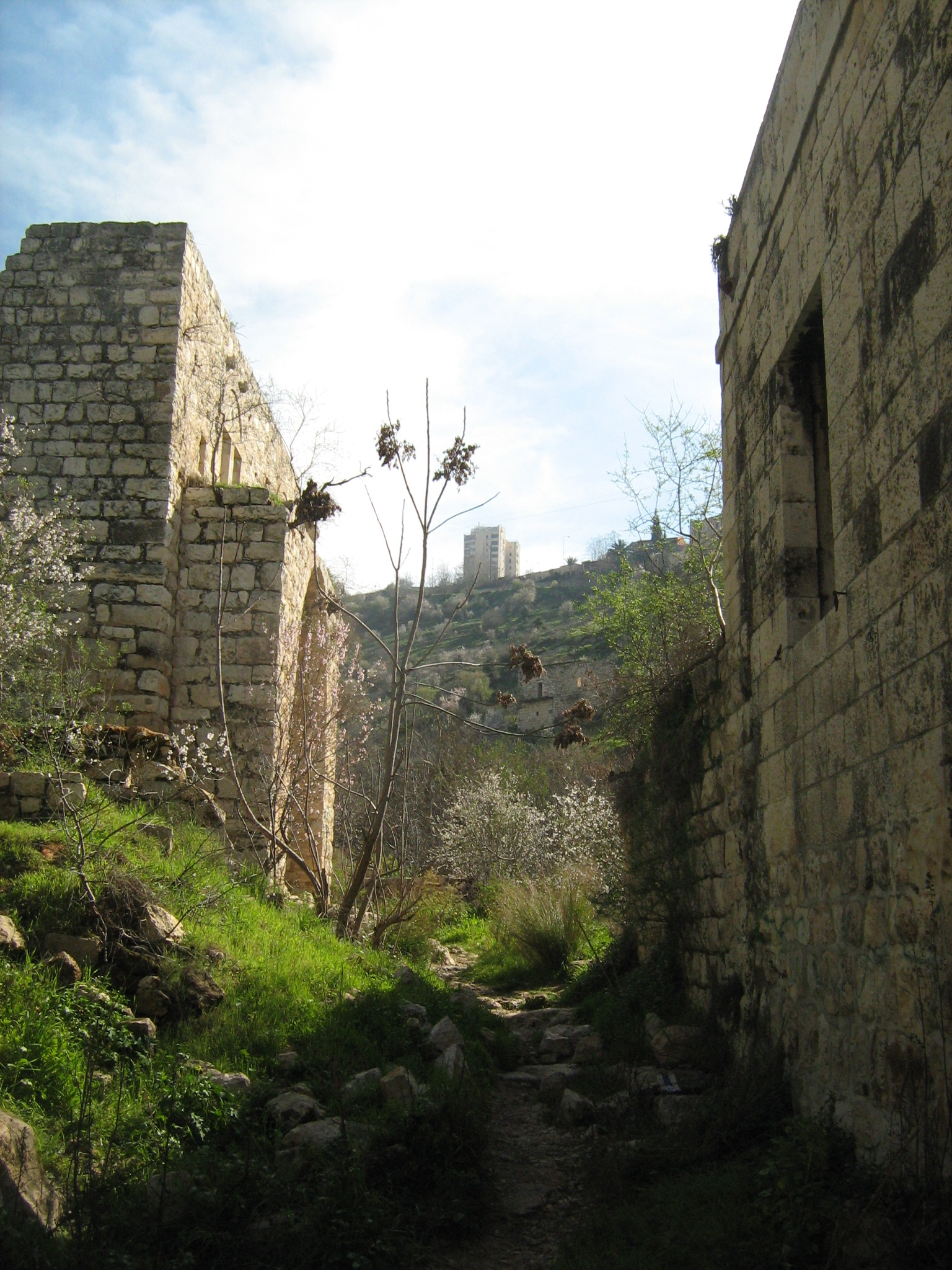
Zříceniny zástavby vesnice Lifta, v pozadí moderní zástavba Jeruzaléma

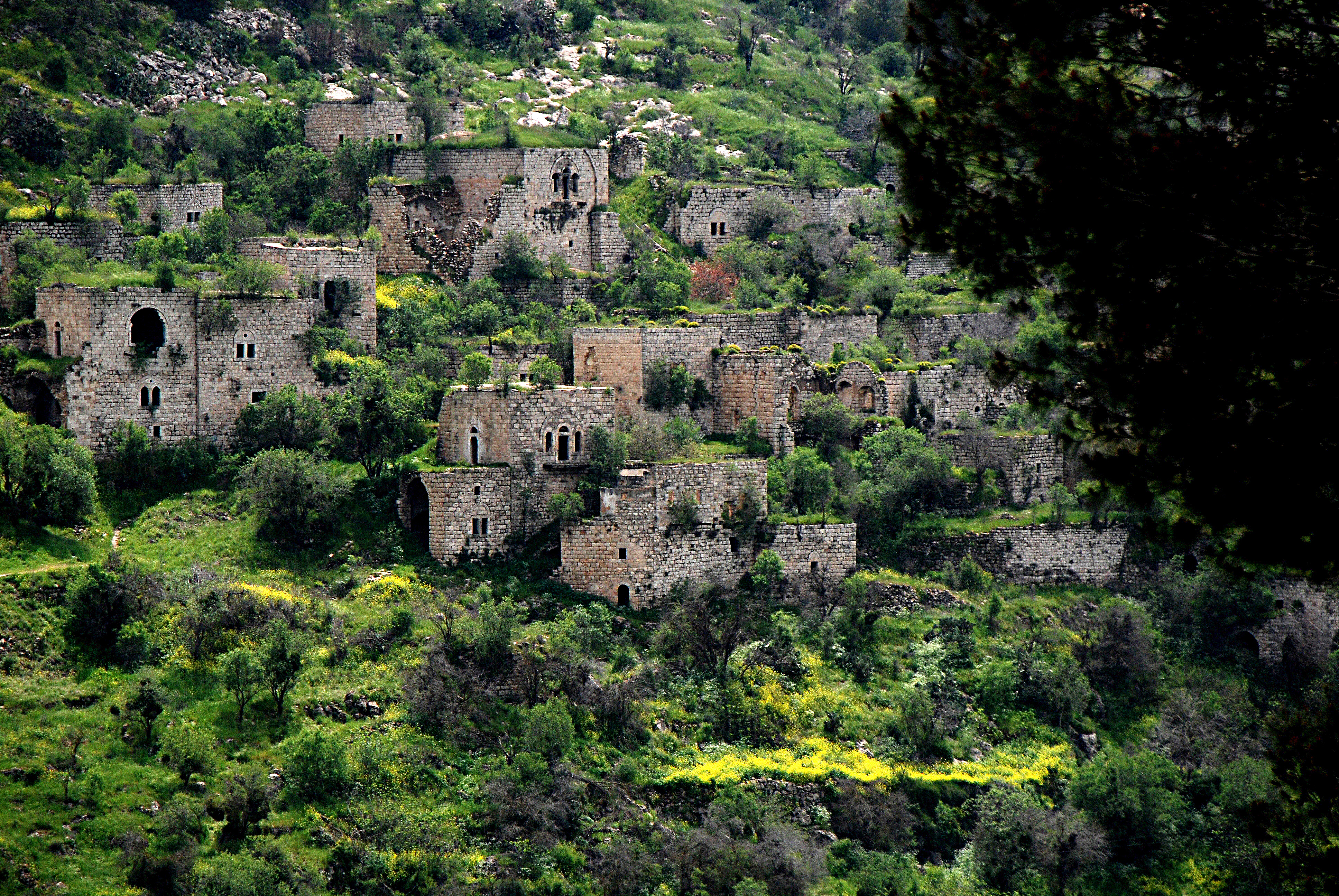

Lifta (hebrejsky: ליפתא, arabsky: لفتا, oficiálně Mej Naftoach, מי נפתוח) je městská čtvrť v západní části Jeruzaléma v Izraeli na místě stejnojmenné zaniklé arabské vesnice.

## Geografie
Leží v nadmořské výšce cca 700 metrů, cca 3,5 kilometru severozápadně od Starého Města. Nachází se na svahu hlubokého bočního údolí, které se zařezává do terénu náhorní planiny, na níž stojí většina centrálního Jeruzaléma, a směřuje k severu, kde ústí do údolí potoka Sorek. Na východě s ní sousedí čtvrtě Romema a Romema Ilit, na jihu a západě Giv'at Ša'ul. Dál k západu stojí hora Har ha-Menuchot s centrálním jeruzalémským hřbitovem. Po východním okraji lokality prochází silnice dálničního typu Sderot Menachem Begin, na jihu pak probíhá rovněž kapacitní komunikace Sderot Ben Gurion.

## Dějiny
Až do doby těsně před první arabsko-izraelskou válkou v roce 1948 tu stála arabská vesnice Lifta, která zachovávala zbytky starověkého židovského osídlení. V biblických a římských dobách byla známa jako Nephtoah, za byzantské říše jako Nephtho. Křižáci ji nazývali Clepsta. V roce 1922 měla 1451 obyvatel, v roce 1945 už 2550. Fungovaly tu dvě základní školy a mešita. Obyvatelé Lifty se v letech 1947–1948 podíleli na útocích proti židovským konvojům, které směřovaly do obleženého Jeruzaléma. 28. prosince 1947 na vesnici zaútočily židovské jednotky. Počátkem roku 1948 byla obec vysídlena. Část zástavby byla ponechána a její trosky jsou zde dosud ponechány. Pobývali tu bezdomovci ale také izraelští hippies. Okolí je parkově upraveno a rekreačně využíváno. Nacházejí se tu prameny.